# Marga Petersen
Marga Petersen, född Kalensee 18 september 1919 i Bremen, död 22 september 2002 i Ottersberg, var en tysk friidrottare.
Petersen blev olympisk silvermedaljör på 4 x 100 meter vid sommarspelen 1952 i Helsingfors.